# 로베르토 마르티네스
로베르토 마르티네스 몬톨리우(스페인어: Roberto Martinez Montoliú, 1973년 7월 13일 ~ )는 스페인의 전 축구 선수이자 현 축구 지도자로 현재 포르투갈 축구 국가대표팀의 감독을 맡고 있으며 현역 시절 포지션은 미드필더였다.

## 클럽 경력

### 레알 사라고사
1982년 고향팀인 CF 발라게르 유스팀에서 축구를 시작한 후 모든 유스 아카데미를 거친 뒤 1991년 레알 사라고사 입단을 통해 프로에 전격 입문했다.
물론 1993-94 코파 델 레이에서 팀의 우승을 경험하긴 했으나 대부분의 시간을 리저브팀이나 유스팀에서 보냈고 1992-93 시즌 마지막 경기에서 교체 투입되어 40분동안 소화한 것 외에는 이렇다할 활약을 펼치지 못했다.
그리고 레알 사라고사 리저브팀인 데포르티보 아라곤 소속으로 1993-94 시즌에서 팀의 테르세라 디비시온 준우승 및 세군다 디비시온 B 승격에 기여했으나 1993-94 시즌 종료 후 고향팀인 CF 발라게르로 이적했다.

### CF 발라게르
고향팀인 발라게르로 이적 후 1994-95 시즌 리그 32경기를 소화했고 이와 동시에 유소년 축구 교실도 운영하기도 했는데 이는 훗날 본인 지도자 생활에 큰 영향을 미치는 계기가 되었다.

### 위건 애슬레틱
1995-96 시즌을 앞두고 당시 잉글랜드 풋볼 3부 리그 소속팀이던 위건 애슬레틱으로 이적하며 프로 데뷔 이후 처음으로 잉글랜드 무대를 밟았고 이적 후 2000-01 시즌까지 7시즌동안 위건의 주전 미드필더로 맹활약하며 1996-97 풋볼 3부 리그 우승 및 차기 시즌 2부 리그 승격, 1998-99 EFL 트로피 우승에 크게 이바지했다.

### 머더웰 FC
2000-01 시즌을 마친 후 당시 스코티시 프리미어리그 소속팀인 머더웰 FC로 이적했지만 리그 8경기 출전에 그치는 등 이렇다할 활약을 펼치지 못했고 설상가상으로 팀이 파산 위기에 놓이면서 2001-02 시즌 종료 후 머더웰로부터 계약 해지 통보를 받았다.

### 월솔 FC
2002-03 시즌을 앞두고 월솔 FC로 트레이드되었지만 단 1경기 외에는 출전 기회가 없었고 그나마도 유일하게 출전했던 레딩 FC와의 경기에서는 레드카드를 받고 퇴장당하는 불명예를 떠안으면서 결국 2002-03 시즌 도중 스완지 시티로 이적하게 되었다.

### 스완지 시티
2002-03 시즌 도중 스완지 시티로 이적 후 2005-06 시즌까지 팀의 주전 미드필더로 활약하며 2003-04 FAW 프리미어컵 4강, FAW 프리미어컵 2회 연속 우승(2004-05, 2005-06), 2004-05 EFL 리그 투 3위 및 차기 시즌 EFL 리그 원 승격, 2005-06 EFL 트로피 우승 등에 공헌했지만 이후 차츰차츰 주전 경쟁에서 밀려나면서 결국 2005-06 시즌 후 스완지 시티에서 방출당했다.

### 체스터 시티
스완지 시티에서 방출된 이후 2006-07 시즌을 앞두고 체스터 시티로 이적하여 리그 31경기를 소화했고 2006-07 시즌을 마친 뒤 16년간의 선수 생활을 마감했다.

## 지도자 경력

### 스완지 시티
선수 은퇴 후 2007년 친정팀인 스완지 시티의 감독으로 재직하며 본격적인 지도자 커리어를 시작한 뒤 2007-08 EFL 리그 원 우승 및 차기 시즌 EFL 챔피언십 승격, 2007-08 EFL 트로피 4강 진출 등을 이끌었다.

### 위건 애슬레틱
2008-09 시즌을 마친 뒤 또 다른 친정팀인 위건 애슬레틱으로 이적하여 2012-13 시즌까지 5시즌동안 팀의 지휘봉을 맡으며 2011-12 시즌에는 EFL 챔피언십 강등 위기에 몰린 팀의 프리미어리그 잔류를 이끌어내며 이달의 감독상을 수상했고 2012-13 시즌 잉글랜드 FA컵에서는 7년만의 팀의 메이저 컵대회 결승 진출이자 역사상 첫 우승 트로피를 선물했으나 리그에서는 부진에 부진을 거듭하면서 EFL 챔피언십 강등을 막지 못했다.

### 에버턴 FC
2013년 6월 6일 에버턴 FC의 감독으로 취임한 이후 첫 시즌인 프리미어리그 2013-14에서 5위로 5년만에 유로파리그 진출을 이끌었고 2014-15년 UEFA 유로파리그에서도 7년만에 팀을 16강으로 끌어올렸으며 비록 유로파리그 16강에서 탈락한 이후 2014-15 시즌 리그 막바지 5연승 가도를 달리며 재계약에 성공했지만 리그 11위로 전 시즌 대비 6계단 하락하는 부진을 면치 못했다.
그리고 2014-15년 유로파리그 병행으로 인한 피로와 로멜루 루카쿠 이적 등의 여파로 인해 2015-16 시즌에서도 리그 11위라는 부진한 성적을 거두었고 물론 2015-16 시즌 FA컵과 EFL컵에서는 팀을 4강까지 끌어올렸지만 리그에서의 연이은 부진으로 에버턴 팬들로부터 질타를 받은 끝에 선덜랜드 AFC와의 프리미어리그 2015-16 38라운드에서 0-3 완패를 당한 이후 리그 최종전을 앞두고 전격 경질되었다.

### 벨기에 축구 국가대표팀
에버턴 감독직에서 경질된 후 2016년 8월 4일 마르크 빌모츠 감독 후임으로 벨기에 국가대표팀 사령탑으로 취임하며 처음으로 국가대표팀 감독을 맡은 이후2018년 FIFA 월드컵에서 벨기에의 32년만의 4강 진출 및 대회 3위라는 월드컵 역대 최고 성적을 이끌었고 2018-19년 UEFA 네이션스리그 A에서는 아이슬란드와 스위스를 상대로 3연승을 질주하다가 스위스와의 최종전에서 하리스 세페로비치에게 해트트릭을 내주는 등 무려 5골을 얻어맞고 무너지며 4강 문턱에서 좌절을 맛보았다.
그 후 코로나19 범유행으로 1년 연기된 UEFA 유로 2020에서 팀을 8강까지 이끌었으나 8강전에서 이탈리아에 1-2로 석패하며 2대회 연속 8강 탈락의 아픔을 맛보았고 2020-21년 UEFA 네이션스리그 A에서는 벨기에를 2시즌만에 네이션스리그 4강으로 끌어올렸지만 4강전에서 프랑스에 1-3으로 역전패했고 이탈리아와의 3위 결정전에서도 1-2로 패하며 4위로 대회를 마무리했다.
이후 2022년 FIFA 월드컵 유럽 지역 예선을 통해 3회 연속이자 통산 14번째 월드컵 본선 진출을 이끈 뒤 본선에서는 36년만에 월드컵 본선에 오른 캐나다를 상대로 F조 조별리그 첫 경기에서 승리했지만 2차전에서 모로코에 0-2로 패하며 이변의 희생양이 되었고 크로아티아와의 최종전에서도 0-0 무승부에 그치는 졸전 끝에 1승 1무 1패·조 3위의 초라한 성적으로 1998년 이후 24년만에 월드컵 본선 조별리그 탈락이라는 최악의 성적을 남기며 6년만에 벨기에 대표팀 감독직을 내려놓았으며 후임으로는 도메니코 테데스코 전 RB 라이프치히 감독이 선임되었다.

### 포르투갈 축구 국가대표팀
벨기에 대표팀 감독직에서 물러난 후 2023년 1월 9일 페르난두 산투스 감독 후임으로 포르투갈 대표팀 사령탑에 취임하며 브라질 출신의 오투 글로리아, 루이스 펠리피 스콜라리에 이어 포르투갈 대표팀 역사상 3번째 외국인 감독이자 포르투갈어를 사용하지 않는 역사상 첫 외국인 감독이 되었다.
그리고 포르투갈 대표팀 감독 부임 이후 첫 국제 대회인 UEFA 유로 2024 예선에서 10전 전승으로 8회 연속이자 통산 9번째 유로 대회 본선 진출을 이끌었고 UEFA 유로 2024에서도 8년만의 포르투갈의 8강 진출을 이끌었으나 프랑스와의 8강전 승부차기에서 3-5로 무릎을 꿇었다.
그러나 2024-25년 UEFA 네이션스리그 A에서는 4승 2무·A조 1위로 8강 진출을 이끈 뒤 8강에서 덴마크, 4강에서 홈팀 독일을 격파하며 6년만의 결승 진출을 이끌었고 결승에서도 디펜딩 챔피언이자 자신의 조국인 스페인과 승부차기까지 가는 접전 끝에 5-3으로 승리를 거두며 포르투갈의 6년만의 네이션스리그 2번째 우승이자 메이저 대회 통산 3번째 우승을 이끌었으며 아울러 스페인 출신으로서 자신의 조국을 꺾는 최초의 감독이라는 타이틀을 거머쥐었다.

## 기타
마더웰 시절에 만난 베스 톰슨이라는 스코틀랜드 여자를 만나 결혼하여 딸 루엘라도 낳았고 선수와 지도자로 21년간 영국 생활을 해온 덕에 영어가 매우 유창하며 프리토킹 또한 자유자재로 가능하다.
그래서 지역간 사용언어 차이 때문에 선수 갈등의 소지가 있는 벨기에 국가대표팀 사령탑 시절에는 선수들에게 프랑스어 및 네덜란드어 대신 영어를 쓰게 했다.

## 수상

### 클럽 (선수)
레알 사라고사
- 코파 델 레이 : 우승 (1993-94)

데포르티보 아라곤
- 테르세라 디비시온 : 준우승 (1993-94)

 위건 애슬레틱
- 잉글랜드 풋볼 3부 리그 : 우승 (1996-97)
- EFL 트로피 : 우승 (1998-99)

 스완지 시티
- EFL 리그 투 : 3위 (2004-05)
- FAW 프리미어컵 : 우승 (2004-05, 2005-06), 4강 (2003-04)
- EFL 트로피 : 우승 (2005-06)

### 클럽 (지도자)
스완지 시티
- EFL 리그 원 : 우승 (2007-08)
- EFL 트로피 : 4강 (2007-08)

 위건 애슬레틱
- 잉글랜드 FA컵 : 우승 (2012-13)

 에버턴 FC
- 잉글랜드 FA컵 : 4강 (2015-16)
- EFL컵 : 4강 (2015-16)

### 국가대표팀 (지도자)
벨기에
- FIFA 월드컵 : 3위 (2018)
- UEFA 네이션스리그 : 4위 (2021)

 포르투갈
- UEFA 네이션스리그 : 우승 (2025)